# 川口城 (三河国)
川口城（かわぐちじょう）は、愛知県豊田市にあった日本の城（山城）。

## 概要
標高約135メートル、比高差40メートルの城ヶ峰の山頂に築かれた。近くに矢作川がある。

## 歴史
刈谷城主である水野氏一族が小原村に来て居城したといわれている。天正3年（1575年）武田勝頼軍に襲われ廃城になった。

## 所在地
愛知県豊田市下川口町御堂